# Prosalenia
Prosalenia is een geslacht van uitgestorven zee-egels uit de familie Acrosaleniidae.

## Soorten
- Acrosalenia marcoui Cotteau, 1879 †